# Съли: Чудото на Хъдсън
„Съли: Чудото на Хъдсън“ (на английски: Sully) е американски биографичен драматичен филм от 2016 г. на режисьора Клинт Истууд. Сценарият, написан от Тод Комарники, е базиран на книгата „Highest Duty“ на Съли Салънбъргър и Джефри Заслоу. Премиерата е на 2 септември 2016 г. на кинофестивала в Телюрайд, а по кината в САЩ и България филмът излиза на 9 септември 2016 г.

## Сюжет
Филмът проследява аварийното кацане на полет 1549 на „Ю Ес Еъруейс“ в ледените води на река Хъдсън, извършено от главния пилот Чесли „Съли“ Съленбъргър през януари 2009 г., спасяването, последвалата публичност и официалното разследване. При кацането оцеляват всичките 155 пътници и екипаж.

## Актьорски състав
| Актьор         | Роля                |
| -------------- | ------------------- |
| Том Ханкс      | Чесли Сълънбъргър   |
| Арън Екхарт    | Джефри Скайлс       |
| Лора Лини      | Лорейн Сълънбъргър  |
| Ана Гън        | д-р Елизабет Дейвис |
| Отъм Рийсър    | Тес Соза            |
| Ан Кюсак       | Дона Дент           |
| Холт Макколани | Майк Клиъри         |
| Майк О'Мали    | Чарлс Портър        |
| Джейми Шеридан | Бен Едуардс         |
| Джери Ферара   | Майкъл Делейни      |
| Моли Хейган    | Дорийн Уелш         |